# Ciclismo ai Giochi della II Olimpiade
Alla II Olimpiade furono disputate due gare di ciclismo dal 9 al 16 settembre 1900. Vi parteciparono complessivamente 72 atleti, tutti maschi, provenienti da sei nazioni.
Si disputarono altri eventi di ciclismo durante l'estate 1900 a Parigi ma solo la gara di velocità sui 2000 metri e i 25 chilometri sono considerati olimpici dal CIO.
Alcuni comitati nazionali olimpici (su tutti quello italiano e quello francese) considerano come valida anche la gara di corsa a punti ed anche secondo le classificazioni di Bill Mallon, presidente della Società internazionale degli storici olimpici, questa gara è ritenuta pienamente olimpica.

## Podi

### Uomini
| Evento                   | Oro                | Prestazione | Argento          | Prestazione | Bronzo            | Prestazione |
| Ciclismo su pista        |                    |             |                  |             |                   |             |
| Velocità (dettagli)      | Albert Taillandier | 2'52"0      | Fernand Sanz     |             | John Henry Lake   |             |
| Corsa a punti (dettagli) | Enrico Brusoni     | 21 p.ti     | Karl Duill       | 9 p.ti      | Louis Trousselier | 9 p.ti      |
| 25 chilometri (dettagli) | Louis Bastien      | 25'36"2     | Lloyd Hildebrand | 28'09"4     | Auguste Daumain   | 29'36"2     |

## Medagliere
| Pos.   | Paese       | Oro | Argento | Bronzo | Totale |
| ------ | ----------- | --- | ------- | ------ | ------ |
| 1      | Francia     | 2   | 2       | 1      | 5      |
| 2      | Stati Uniti | 0   | 0       | 1      | 1      |
| Totale | Totale      | 2   | 2       | 2      | 6      |